# Treveri
I Treveri erano una potente tribù della Gallia Belgica, stanziata al nord est della Gallia, lungo le due sponde della Mosella, nel territorio ove sorse la città di Treviri, confinante col territorio dei Belgi Atuatuci a nord; con il territorio dei Vangioni, dei Nemeti e dei Germani Ubi ad est; con il territorio dei Mediomatrici a sud; con il territorio dei Belgi Remi ad ovest.
Sebbene il popolo fosse originariamente germanico, in seguito al lungo insediamento in Gallia accolse elementi celtici, che si fusero al ceppo primario. Di loro parla Giulio Cesare nel De bello Gallico (1.37.1), essi furono in campo con Induziomaro contro Tito Labieno e Cesare.

## Storia
Gaio Giulio Cesare, proconsole della Gallia cisalpina, di quella Narbonense e dell'Illirico, aveva iniziato la conquista della Gallia Comata nel 58 a.C.. Alcuni anni più tardi (nel 54 a.C., venuto a conoscenza del fatto che tra i Treveri serpeggiava il desiderio di rivolta - non solo non partecipavano più alle riunioni comuni dei Galli, ma avevano mantenuto dei buoni rapporti con i Germani d'oltre Reno -, decise di muovere verso di loro con quattro legioni ed ottocento cavalieri. Raggiunta questa popolazione, il proconsole romano chiese a Induziomaro, uno dei due uomini più influenti di questo popolo e favorevole alla cacciata dei Romani dalla Gallia, numerosi ostaggi tra i suoi famigliari, mentre a Cingetorige, che si era dimostrato fedele ed amico del popolo romano, affidò il comando su questa nazione. A questi eventi si aggiunse la morte dell'eduo Dumnorige, il quale, dopo aver terrorizzato i nobili della Gallia sostenendo che Cesare li avrebbe trucidati una volta sbarcati in Britannia, fu messo a morte per evitare possibili sentimenti di rivolta tra i Galli.
Cesare dopo aver condotto una seconda spedizione in Britannia, fece rientro in Gallia, dove fermentava ormai ovunque il desiderio di rivolta. Egli, dopo aver convocato presso di sé i capi di buona parte della Gallia, venne a sapere di una nuova ribellione da parte dei Senoni. La tribù era riuscita, dichiarandogli apertamente guerra, a convincere molte genti ad unirsi ad essa (tra cui i vicini Carnuti); soltanto Edui e Remi sarebbero rimasti fedeli a Roma. Oltre a ciò, prima che terminasse l'inverno, il legato Tito Labieno fu nuovamente attaccato dai Treveri, guidati da Induziomaro. Fortuna e abilità consentirono tuttavia al legato di battere un nemico nettamente più numeroso e di ucciderne il capo.
(Cesare, De bello gallico, V, 57-58.)

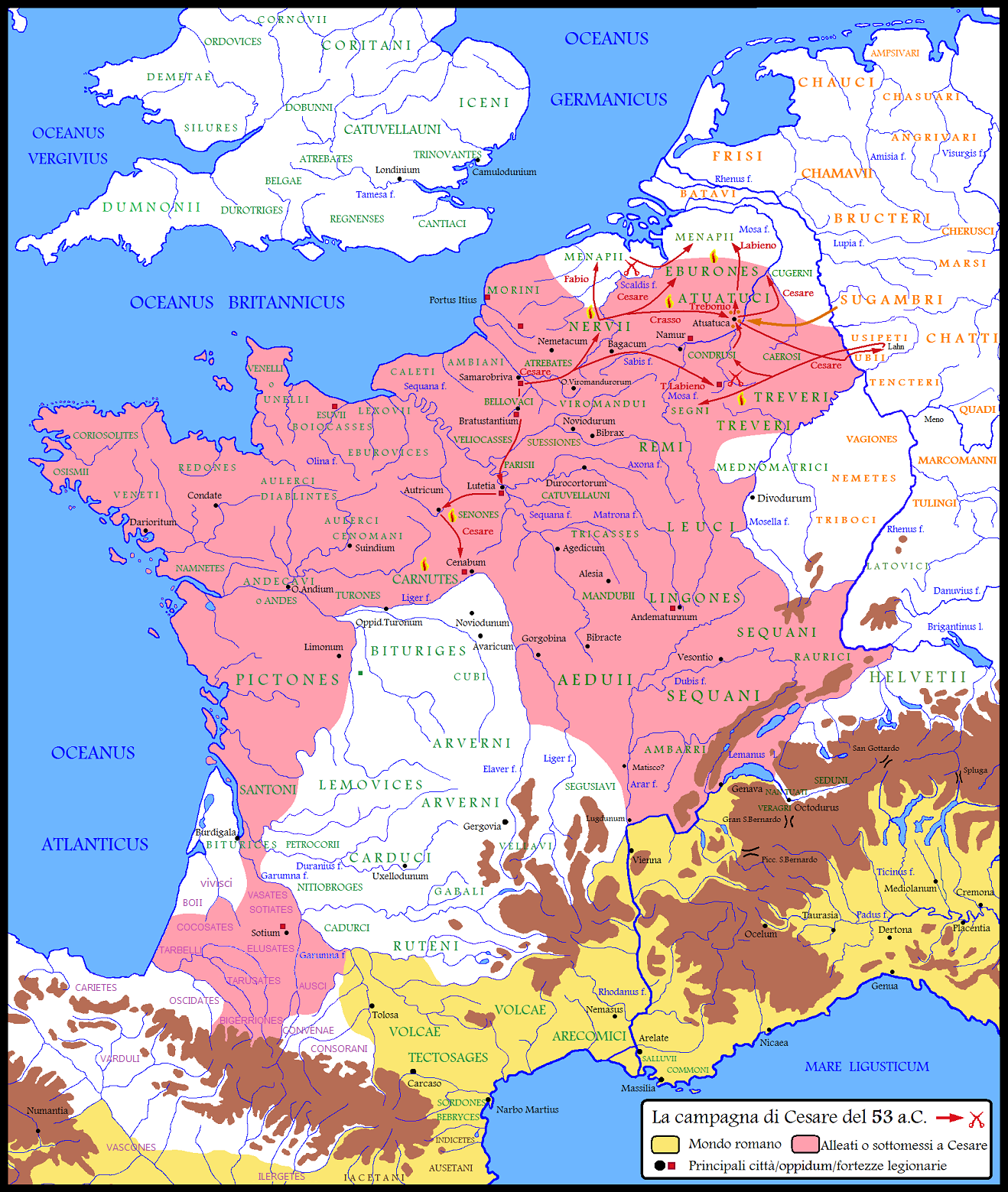
La campagna di Cesare del 53 a.C. in Gallia e Germania.

Con l'inizio del nuovo anno (53 a.C.) e la morte di Induziomaro, i suoi parenti, mossi ancor di più dal rancore nei confronti del proconsole della Gallia, decisero non solo di cercare alleati tra i Germani d'oltre Reno (con i quali scambiarono ostaggi e garanzie reciproche), ma anche tra gli Eburoni di Ambiorige, i Nervi e gli Atuatuci. Contemporaneamente, sul fronte occidentale, i Senoni ed i Carnuti si erano rifiutati di obbedire alla convocazione di Cesare dell'assemblea della Gallia e si accordarono con le popolazioni limitrofe per ribellarsi al potere romano. Venuto a conoscenza di questi fatti, il generale romano decise di condurre quattro legioni nel territorio dei Nervi, con mossa fulminea. Giunto nei loro territori, dopo aver catturato una grande quantità di bestiame e di uomini (preda che lasciò ai suoi soldati), oltre ad aver devastato i loro campi di grano, costrinse i Galli (sorpresi dalla rapidità con cui era stata condotta l'azione) alla resa ed alla consegna di ostaggi. In seguito si diresse ad occidente, contro Carnuti e Senoni, ottenendone anche in questa circostanza la resa senza colpo ferire. Essi vennero a lui, infatti, supplici e ne ottennero il perdono grazie all'intercessione di Edui e Remi. Solo il principe dei Senoni Accone, che li aveva sobillati, fu condotto in catene davanti a Cesare e poco dopo decapitato, quale monito per tutta la Gallia
Pacificata questa parte della Gallia, Cesare aprì le ostilità contro i Treveri, gli Eburoni di Ambiorige ed i loro alleati. Per prima cosa credette di dover attaccare gli alleati del principe eburone prima di provocalo a guerra aperta, evitando così che, persa la speranza di salvarsi, potesse nascondersi tra il popolo dei Menapi o al di là del Reno, tra i Germani. Una volta stabilito questo piano, il proconsole romano spedì tutti i suoi carriaggi, accompagnati da due legioni, nel Paese dei Treveri, al campo base di Tito Labieno, dove lo stesso aveva svernato con un'altra legione. Egli stesso con cinque legioni, senza bagagli, si mise in marcia alla volta dei Menapi, i quali, grazie alla conformazione del terreno, decisero di non radunare l'esercito, ma di rifugiarsi nelle fitte foreste e paludi con i loro beni più preziosi, poiché sapevano che avrebbero avuto la peggio in uno scontro aperto con il generale romano.
La reazione di Cesare fu quella di dividere il suo esercito in tre colonne parallele: una guidata dal luogotenente Gaio Fabio, una dal questore Marco Crasso e la terza, presumibilmente quella centrale, sotto la sua guida. Le operazioni cominciarono con la devastazione dei territori del nemico in ogni direzione; molti villaggi furono incendiati, mentre una grande parte del bestiame dei Galli fu razziata, e molti dei loro uomini furono fatti prigionieri. Alla fine anche i Menapi inviarono a Cesare ambasciatori per chiedere la pace. Il proconsole acconsentì a condizione di ricevere un adeguato numero di ostaggi ed a fronte della promessa di non dare asilo ad Ambiorige o ai suoi sostenitori. Portata a termine anche questa operazione, Cesare lasciò sul posto l'atrebate Commio con la cavalleria, affinché mantenesse l'ordine, e si diresse verso il territorio dei Treveri.

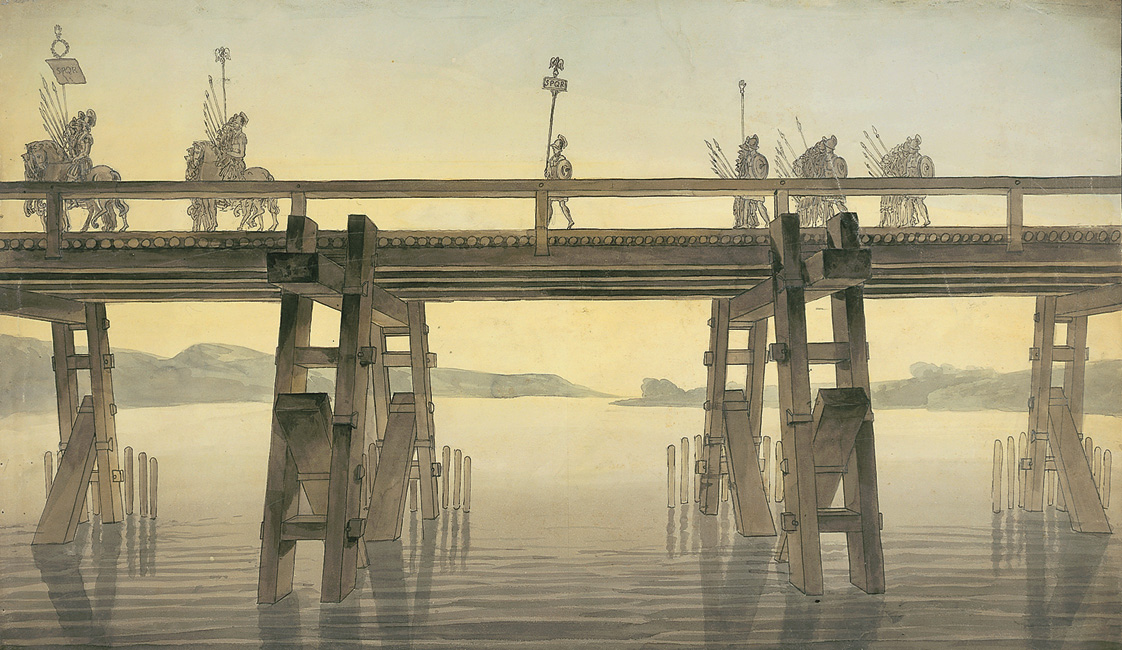
Il ponte di Cesare sul Reno come doveva apparire nel 53 a.C.

Nel frattempo Labieno, una volta lasciati tutti i carriaggi all'interno del forte romano in compagnia di cinque coorti, mosse con grande rapidità incontro ai Treveri, con le restanti 25 coorti e la cavalleria, prevenendone un loro attacco. La battaglia che ne derivò avvenne nei pressi di un fiume, identificabile con il Semois, a circa quattordici miglia ad est della Mosa. Labieno ricorse a uno stratagemma: fece credere al nemico di essere stato terrorizzato dal suo gran numero e di aver deciso di far ritorno al campo base, ma quando i Treveri, passato il fiume in massa, si misero all'inseguimento dell'esercito romano, che credevano essere in fuga, trovarono al contrario un'armata schierata che li stava aspettando. La battaglia fu favorevole ai Romani, i quali non solo riuscirono ad ottenere la resa di questo popolo e la fuga dei parenti di Induziomaro, ma trasferirono il potere nelle mani di Cingetorige, da sempre principe filo-romano dei Treveri.
Venuto a sapere del nuovo successo ottenuto dal suo legato sui Treveri, Cesare decise di passare per la seconda volta il Reno, costruendovi un secondo ponte con la stessa tecnica del primo. I motivi che lo spinsero a prendere questa decisione erano due: non solo i Germani avevano mandato aiuti ai Treveri contro i Romani, ma Cesare temeva anche che Ambiorige potesse trovarvi rifugio, una volta sconfitto.
(Cesare, De bello gallico, VI, 9.)
Portata a termine anche la breve campagna in Germania Magna, verso la fine dell'estate Cesare ricondusse l'esercito a Durocortorum, tra i Remi. Qui convocò un'assemblea affinché conducesse un'inchiesta sulla congiura promossa da Senoni e Carnuti. Dopo la conclusione delle indagini, fece prima flagellare e poi decapitare il capo ribelle, Accone, quale monito per tutti i Galli. Sciolta l'assemblea e provveduto al frumento necessario per l'inverno, collocò due legioni al confine con i Treveri, due nel Paese dei Lingoni e le sei restanti ad Agendico, tra i Senoni, prima di far ritorno in Italia come sua abitudine.
Sembra poi che, durante la sollevazione della Gallia del 52 a.C., quando Vercingetorige aveva ricevuto ufficialmente il comando supremo nella capitale edua di Bibracte nel corso di una dieta pangallica, i Treveri furono tra le poche popolazioni, insieme a Remi e Lingoni (questi ultimi due popoli ancora alleati di Cesare), che avevano deciso di non aderire alla rivolta.
(Cesare, De bello gallico, VII, 64-65.)
Terminata la rivolta con la battaglia di Alesia e sottomessa tutta la Gallia, sappiamo che i Treveri nel 51-50 a.C., mentre Cesare stava assediando Uxelloduno, dove ottenne la resa della città, Lucterio venne consegnato ai Romani da Epasnacto, mentre Labieno si scontrò nuovamente con Treveri e Germani, catturando molti capi nemici, tra cui l'eduo Suro. Il proconsole romano spazzò poi via le residue sacche di resistenza presenti in Aquitania. Dopo che anche Commio si fu arreso, tutta la Gallia poteva dirsi pacificata.

## Società

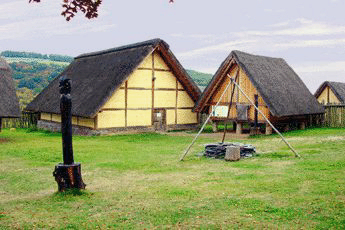
Ricostruzione di un villaggio di Treveri ad Altburg, Bundenbach